# San Antonio (Santa Cruz de Tenerife)
San Antonio es un barrio de la ciudad de Santa Cruz de Tenerife (Tenerife, Canarias, España), que se encuadra administrativamente dentro del distrito de Ofra-Costa Sur.

## Demografía
| 2004  | 2005  | 2006  | 2007  | 2008  | 2009  | 2010  |
| ----- | ----- | ----- | ----- | ----- | ----- | ----- |
| 2.940 | 2.923 | 2.027 | 2.002 | 1.958 | 1.901 | 1.905 |

## Fiestas
San Antonio celebra sus fiestas en honor a San Antonio de Padua, al que debe su nombre, el 13 de junio.